# Палац Герренкімзе
Новий палац Герренкімзее або Герренхімзее (нім. Neues Schloss Herrenchiemsee) — заміська резиденція баварського короля Людвіґа II.
Комплекс королівських будівель розкинувся на острові Герренінзель на озері Кімзее, найбільшому озері Баварії, за 60 км на схід від Мюнхена.
Король вирішив збудувати палац Герренкімзее за зразком Версальського палацу під Парижем, зведеного його кумиром французьким королем Людовиком XIV. Палац будувався за проєктом архітектора Георга фон Дольмана (Georg von Dollmann) під керівництвом Юліуса Гофмана.
Площа палацу становить 5000 кв. м, що дорівнює одній десятій частині від площі Версалю. Августинський монастир, що згодом був перетворений на Старий замок (Altes Schloss), і палац Герренкімзее, відомий також як Новий замок (Neues Schloss) — найбільші палаци Людвіґа ІІ.
Герренкімзе став останнім великим проєктом Людвіґа II. Роботи припинились зі смертю короля у 1886 році, а палац залишився недобудованим. За бажанням короля його палаци не повинні були бути доступними для широкого огляду і їх необхідно було знищити після його смерті. Однак проти волі короля Герренкімзее, його сади та інтер'єри стали відкритими для відвідування.
У південному крилі палацу з 1987 року розміщений Музей короля Людвіґа II.

## Герренкімзейське абатство (Старий палац)

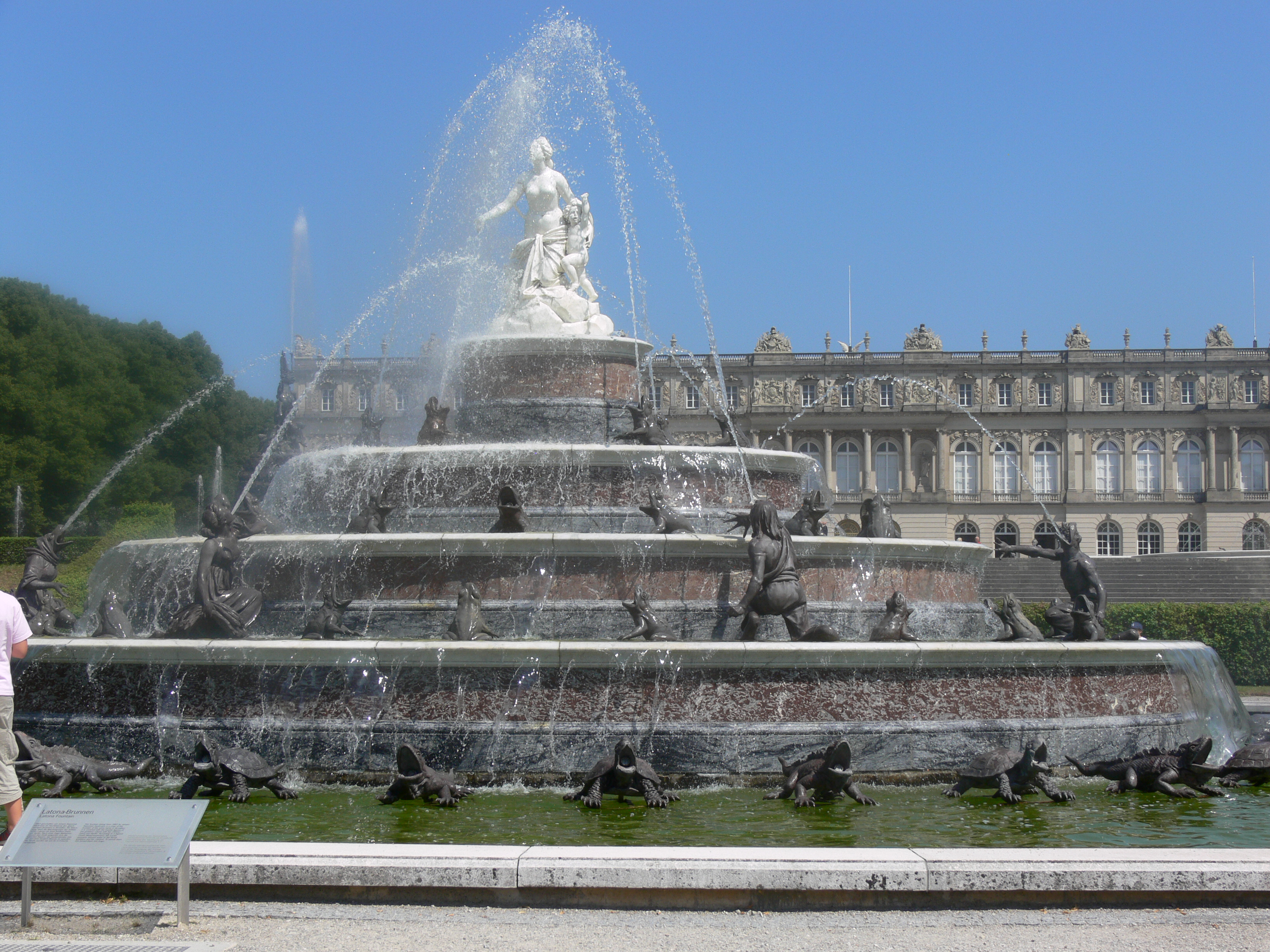
Центральний фонтан «Латона», 1883

Близько 765 року на півночі острова Герренінзель баварським герцогом Тассілоном ІІІ був заснований бенедиктинський монастир (Kloster Herrenchiemsee). 969 року Оттон І дарував землі архієпископству Зальцбурга. Приблизно 1130 році тут повторно засновується монастир Регулярного канону, який жив за августинськими правилами. За дозволом папи Іннокентія III князь-єпископ Ебергард фон Реґенсберґ у 1215 році перетворив монастирську церкву на кафедральний собор єпархії Кімзее, що включала також кілька парафій на материку і в Тіролі.
У 1803 році у ході Німецької медіатизації відбулася секуляризація у Баварії, Герренкімзейське абатство і єпископство Кімзее були секуляризовані. Згодом острів продали. Власники переобладнали собор і перетворили абатство на пивоварню. У 1870 році землі перейшли до лісопромислової компанії, яка мала намір вирубати ліс. Однак ці наміри викликали серйозну протидію з боку населення, що привернуло увагу баварського короля. Щоб припинити винищення природи, Людвіґ ІІ у вересні 1873 року викупив Герренкімзее. Будинки, що залишилися, він переобладнав для особистого користування. Пізніше, цей комплекс отримав назву «Старий замок» (Alten Schloss Herrenchiemsee).
З 10 по 23 серпня 1948 року в Старому замку був скликаний Конституційний конвент (Verfassungskonvent) для підготовки Основного Закону (Grundgesetz) з метою створення Федеративної Республіки Німеччини, у якому взяли участь представники одинадцяти західних німецьких земель і Західного Берліна.

## Новий палац

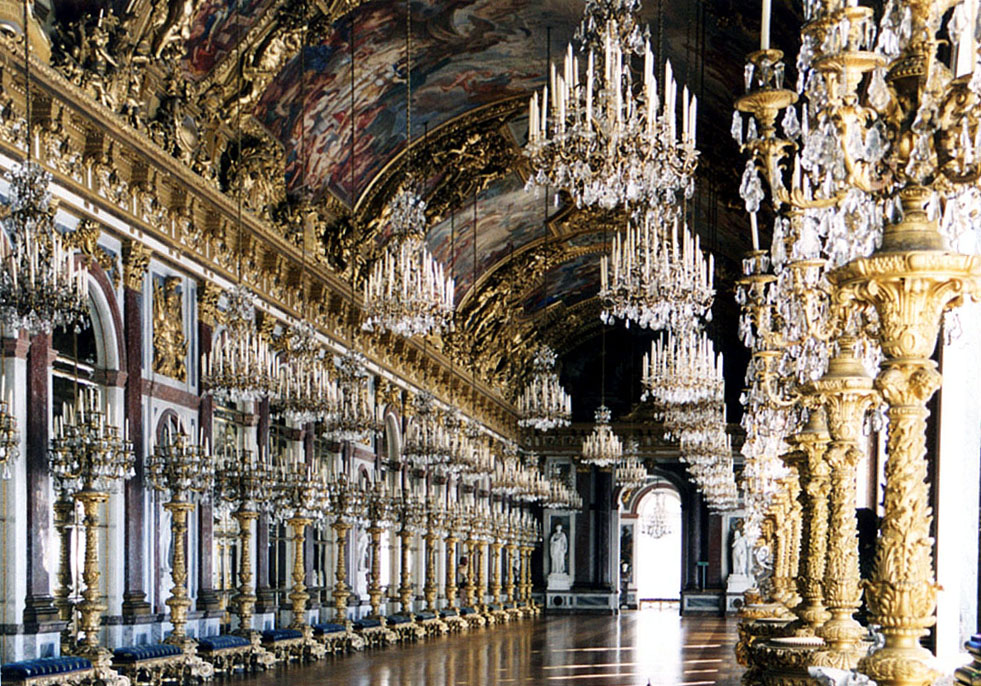
Дзеркальна галерея Герренкімзее — наслідування версальської

Будівництво Нового палацу велося у 1878–1885 роках. Усього з 1863 до 1886 було витрачено 16 579 674 марок. Золота монета у 20 марок (1890) містила 0,2304 тройської унції (7,171 г) золота. Таким чином, витрачена сума дорівнювала 190 998 унціям золота, тобто $ 125 400 000 доларів США (станом на серпень 2007).
Проте Людвіґ отримав можливість побути в палаці лише протягом кількох днів у вересні 1885 року. Після його смерті в наступному році всі будівельні роботи були припинені, а палац був відкритий для публіки. У 1923 році наслідний принц Рупрехт передав палац державі Баварія.

## Опис
На відміну від середньовічного стилю замку Нойшванштайн 1869 року Новий палац збудований як необарокова пам'ятка королю Людовику XIV, кумиру Людвіґа ІІ. У великій Дзеркальній залі палацу стелю прикрашає 25 картин Людовика XIV, зображеного в усій своїй красі.
Хоча на будівництво палацу надихнув Версальський комплекс, Герренкімзее не став точною його копією. Із запланованого була зведена лише центральна частина. Після смерті короля 50 із 70 кімнат палацу залишились незавершеними. Дзеркальна зала більша за версальську. Одну із зал прикрашає люстра з муранського скла, іншу — найбільша у світі з мейсенської порцеляни.
Технічний прогрес також дав певні переваги, зокрема палац був обладнаний туалетами та системою центрального опалення, чого не було в попередника.
Водночас палац знаходиться у віддаленій місцевості на острові, на який можна дістатися лише на невеликому поромі. Від цього Герренкімзее завжди залишиться на другому плані популярності порівняно і з Версалем, і з Нойшванштайном.

## Сади
Сади прикрашені фонтанами, зокрема копією Версальського Bassin de Latone, і статуями як у класичному стилі, типовому для Версаля, так й у фантастичному, типовому для романтизму, яким захоплювався король Людвіґ.

## Галерея

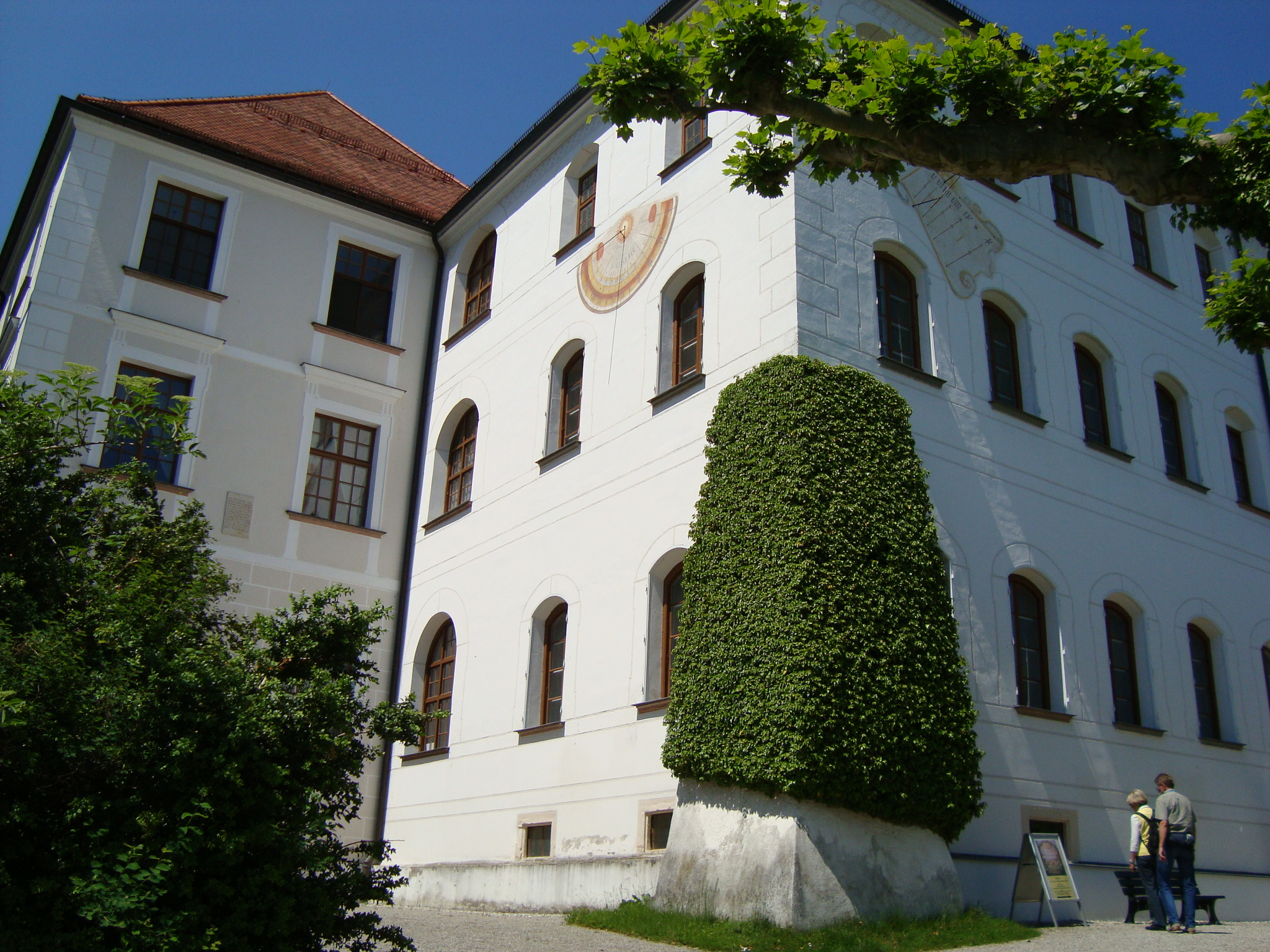
Герренкімзейське абатство
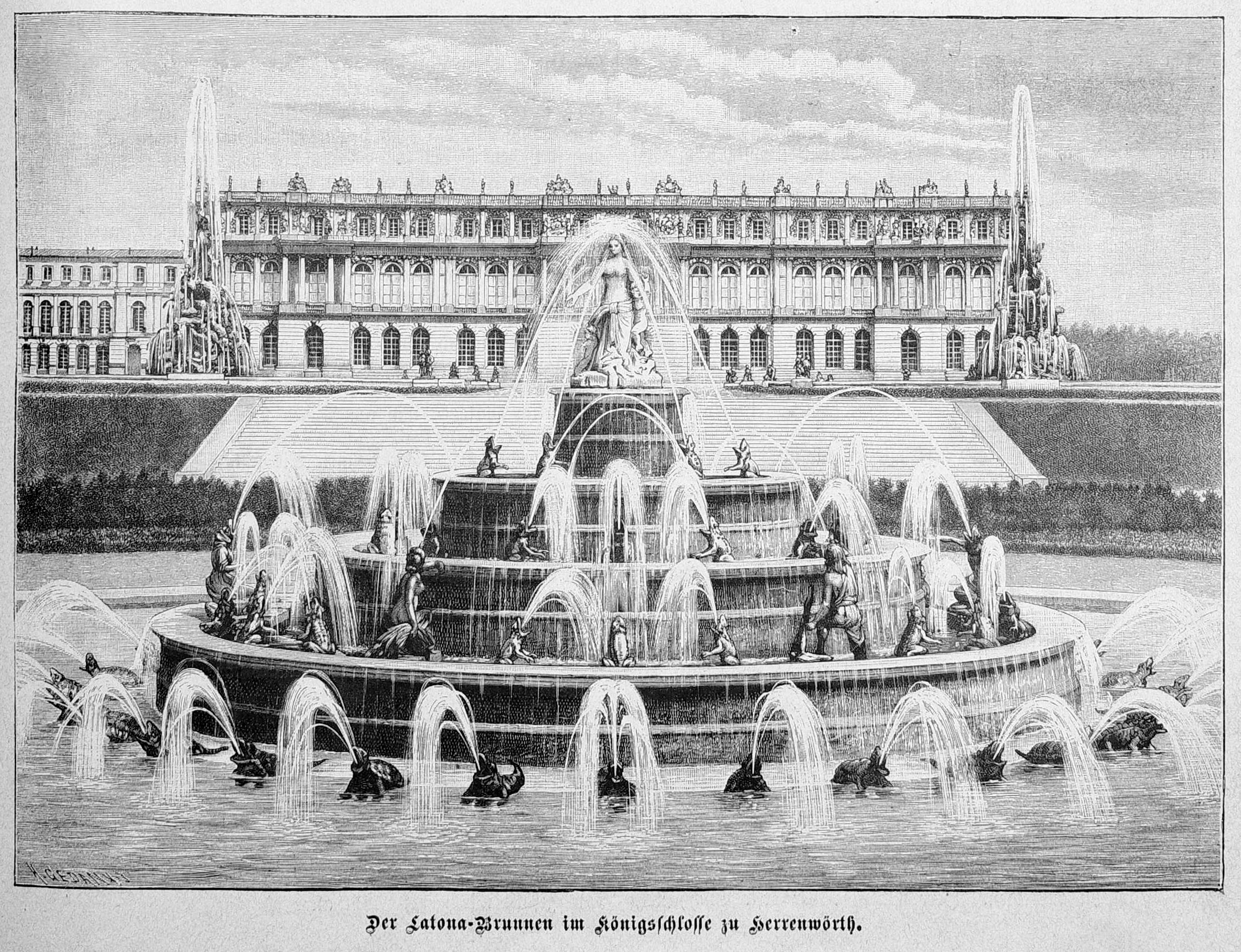
Малюнок 1887
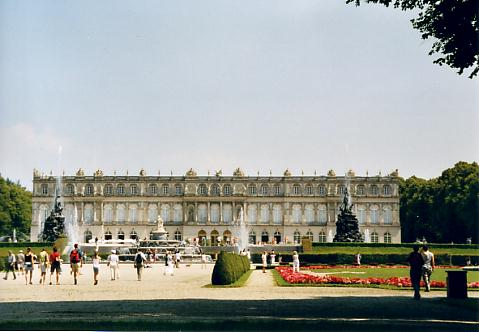
Палац
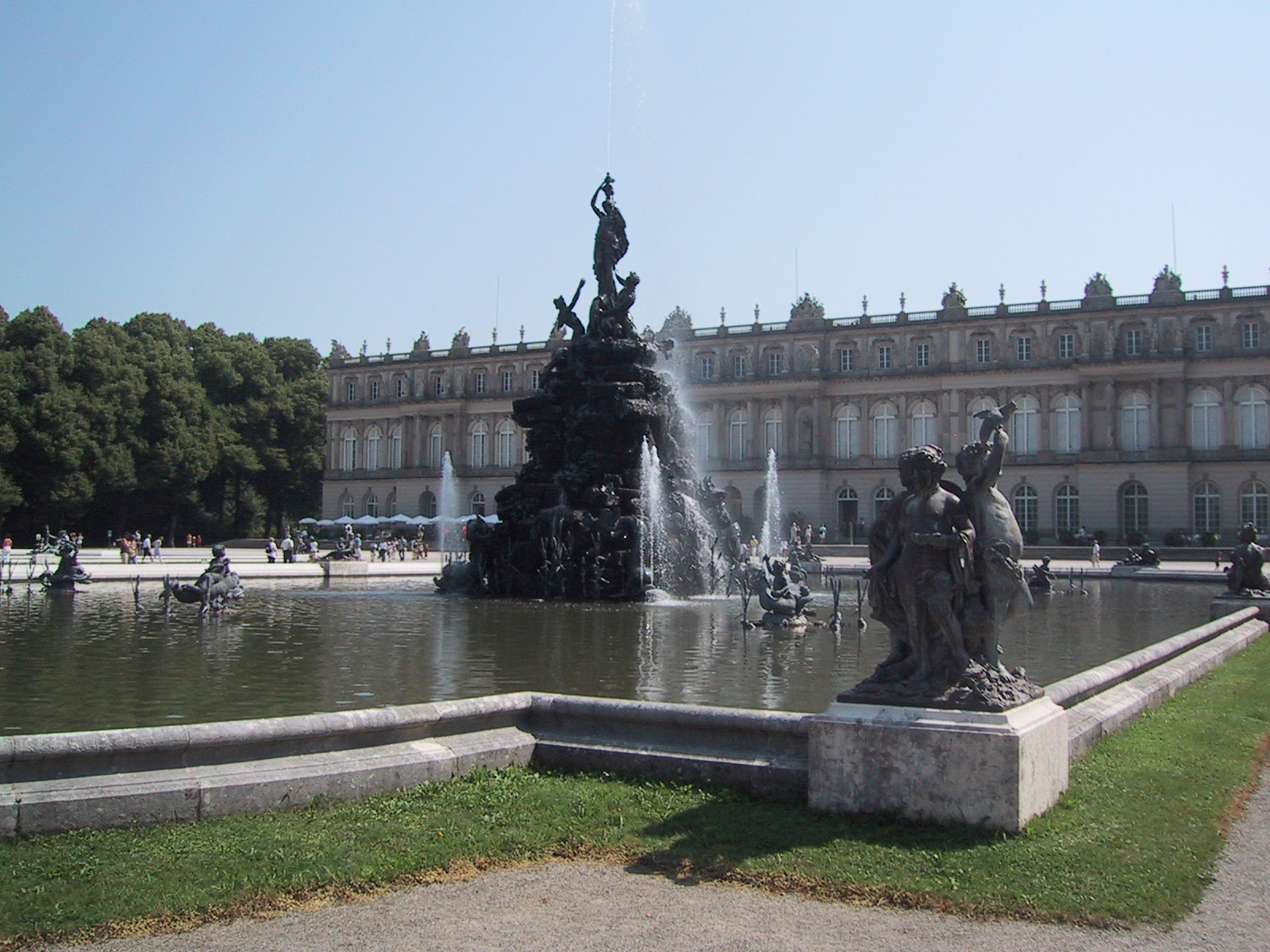
Фонтан «Фортуна», 1884-1885
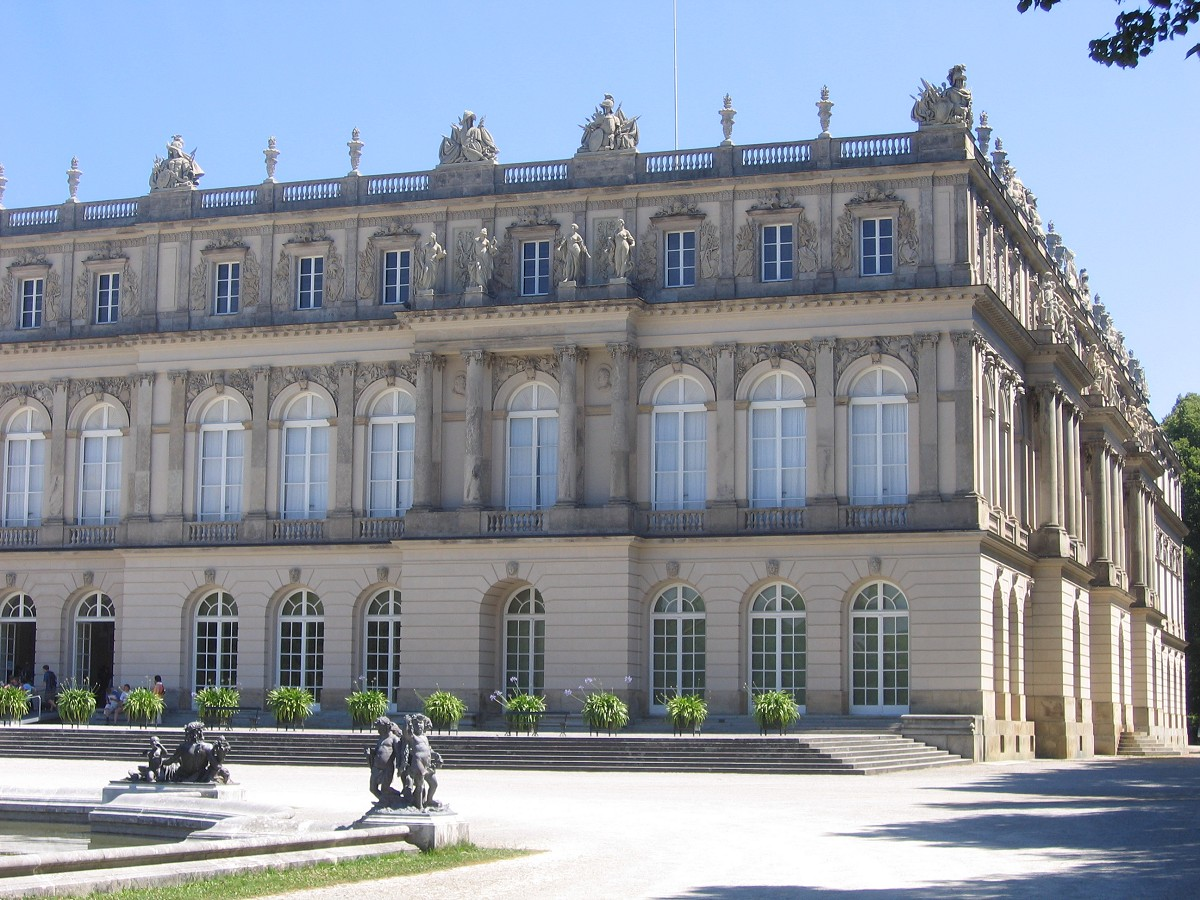
Фасад палацу
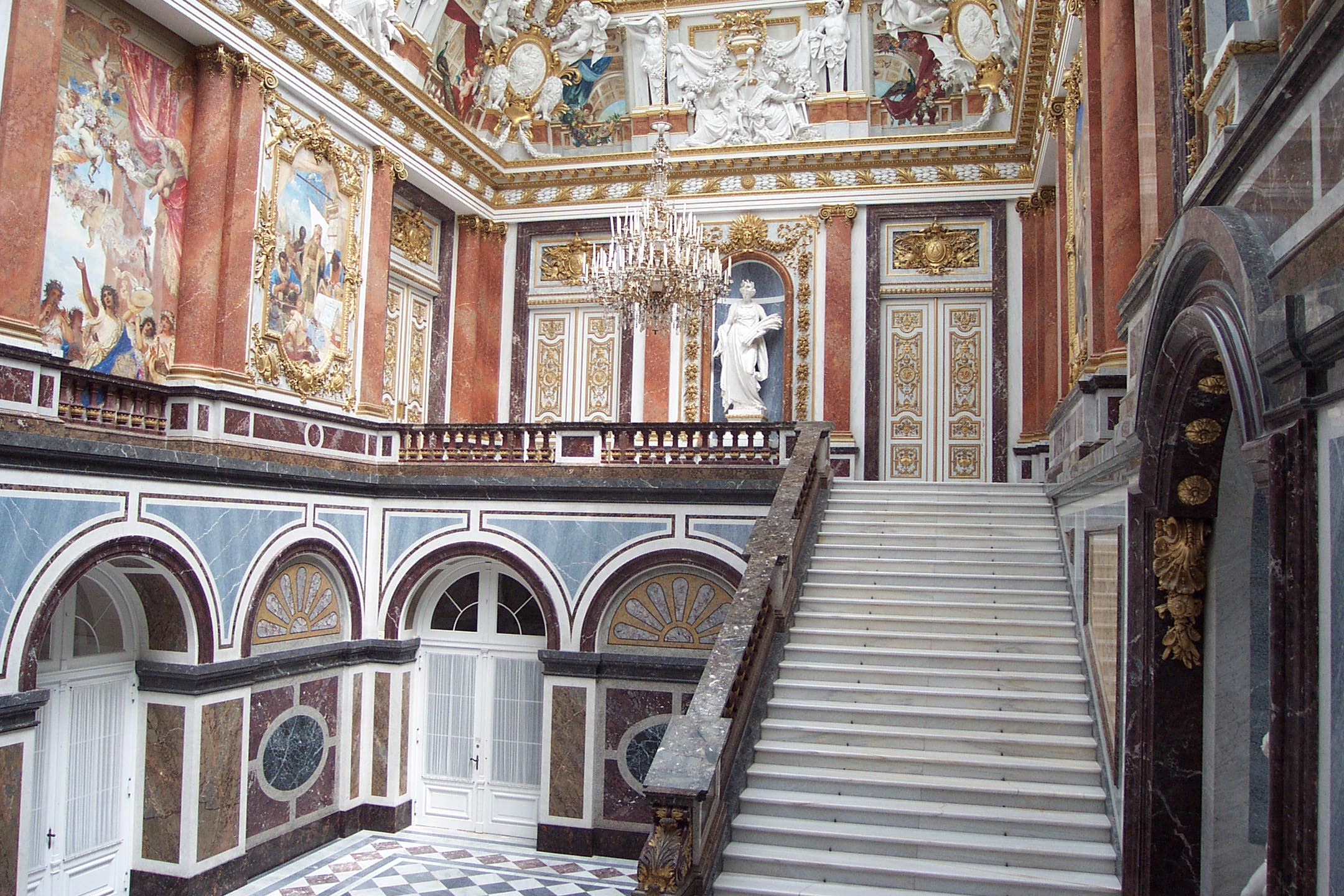
Інтер'єр
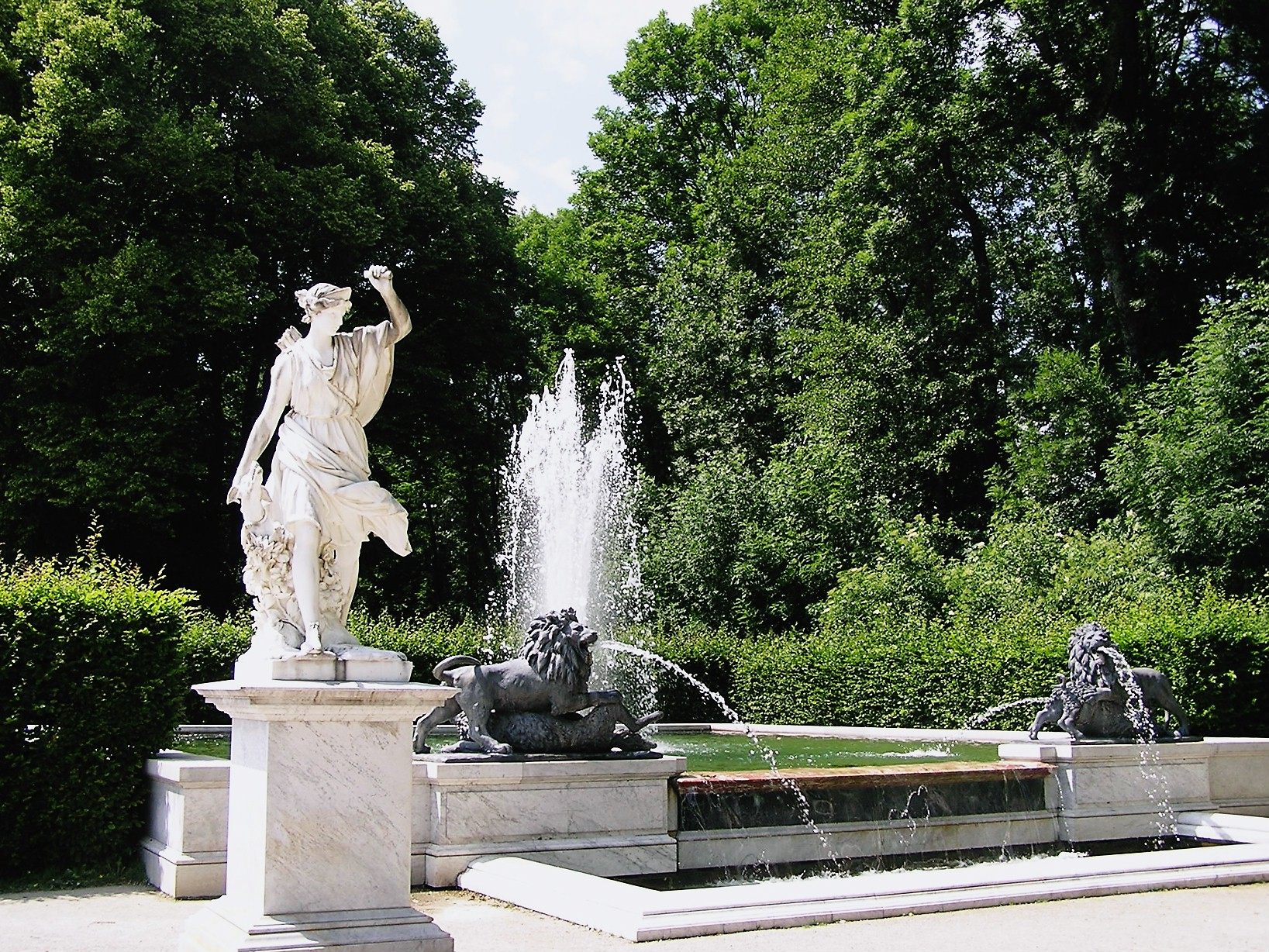
Сади
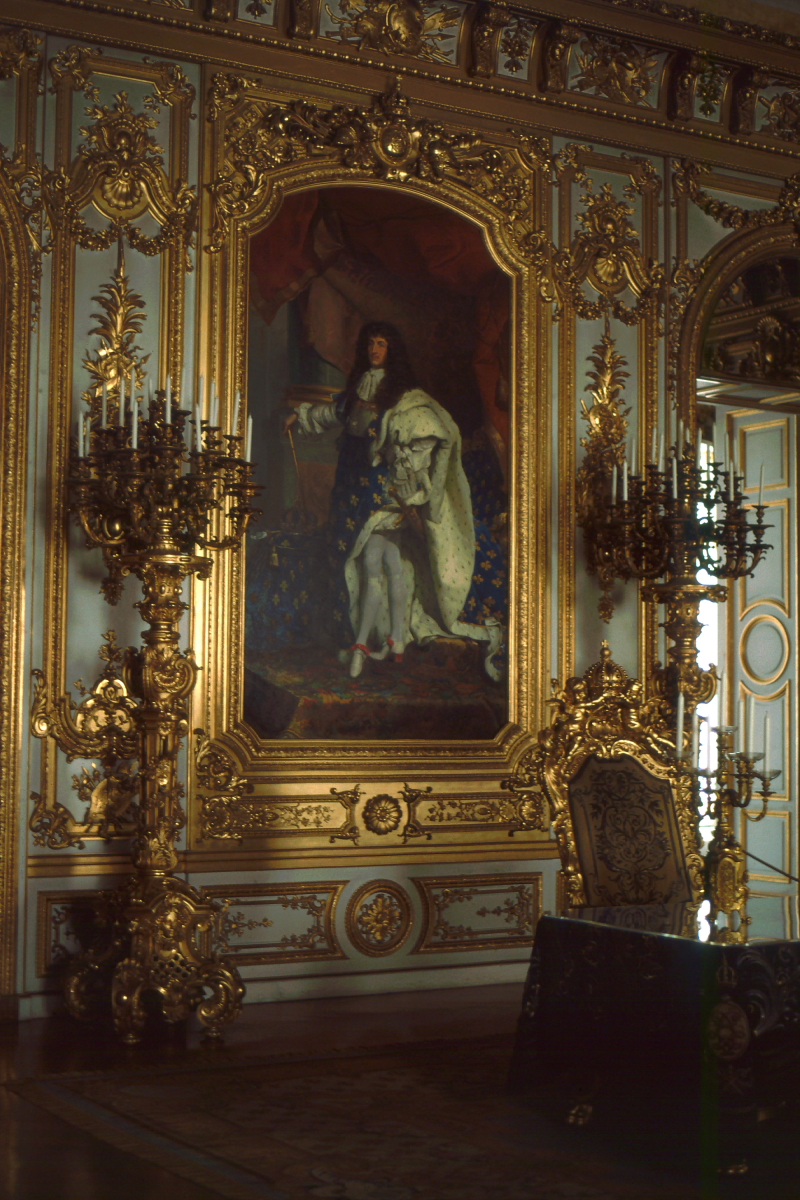
Портрет Людовика XIV